# Oreste Moricca
Oreste Moricca (Filandari, 1891. augusztus 5. – Bra, 1984. június 21.) olimpiai bajnok olasz párbajtőr- és kardvívó.